# Keizer Leopold II
Peter Leopold Valentijn Jozef Anton Joachim Pius (Wenen, 5 mei 1747 – aldaar, 1 maart 1792), aartshertog van Oostenrijk, was groothertog van Toscane (1765–1790; als Leopold I), vorst van de Zuidelijke Nederlanden, koning van Bohemen en als Leopold II keizer van het Heilige Roomse Rijk (1790-1792). Hij volgde in 1790 zijn broer Jozef II op als keizer van het Heilige Roomse Rijk, koning van Bohemen, Hongarije en Kroatië en vorst van de Zuidelijke Nederlanden midden in een  turbulente periode. 
Leopold werd als negende kind van Maria Theresia en Frans Stephan geboren en met de namen Petrus Leopoldus Ioannes Antonius Joachim Pius Gotthardus gedoopt. Zijn eerste voornaam Peter is niet typisch Habsburgs. Via zijn peetmoeder Elisabeth van Rusland - de dochter van tsaar Peter de Grote - heet hij Peter. Het Habsburgse Hof verkiest zijn tweede voornaam Leopold, de naam van de stamvader van het aartshertogdom Oostenrijk, de heilige Leopold (III) van Babenberg, wel een typische Oostenrijkse voornaam.

## Jeugdjaren
Aanvankelijk werd Leopold verplicht een kerkelijke carrière te maken. Deze verplichting zou Leopold antiklerikale gevoelens bijgebracht hebben. Na de dood van zijn oudere broer Karel veranderde zijn vader de plannen voor Leopold. Leopold moest huwen met de Spaanse prinses Marie Louise van Bourbon (1764) en groothertog van Toscane worden (1765). Leopold kreeg les van onder meer de Oostenrijkse jurist Karl Anton von Martini, die hem tijdens de lessen van rechtsfilosofie, de principes van de Verlichting bijbracht. Voor het groothertogdom Toscane voerden de Oostenrijkers het principe van de secundogenituur in, dit wil zeggen Leopold kreeg, als tweede levende zoon, het groothertogdom van zijn vader in zijn bezit. Dit was overigens een voorwaarde van de Spanjaarden voor de huwelijkssluiting.

## Groothertog van Toscane
Terwijl zijn oudste broer Jozef II als Rooms-Duits keizer heerste, bestuurde Leopold het groothertogdom Toscane. In het begin liet hij nog de bemoeienis van zijn moeder-weduwe toe doch meer en meer wordt hij de echte bestuurder in Firenze. Hij was ervan overtuigd de principes van de Verlichting een na één uit te voeren tijdens zijn lange regeringsduur van Toscane (1765-1790). Hij studeerde op een grondwet voor Toscane, in een periode dat de constitutionele monarchie taboe was bij de adel. Leopold snoeide in de privileges van de machtige familie de' Medici, waarmee hij nog minder vrienden maakte. Hij schafte het kerkasiel af, vormde kerkelijke gevangenissen om tot staatsgevangenissen en wenste de kloosterorden af te schaffen. Dat laatste lukt hem niet.  
In Toscane werd een liberaal economisch beleid ingevoerd in de geest van de fysiocraten. Monopolies, interne gebruiken, gilden en handelsbonden werden afgeschaft. Gemeenschappelijke weiden werden verkaveld en het recht om op boerenland te jagen werd afgeschaft. De handel in graan werd vrij (geen staatsmonopolie meer). Dit resulteerde in de snelle ontwikkeling van kapitalistische verhoudingen en de bloei van de haven Livorno. De overheid zorgde ook voor de armere sociale lagen. De armen werden tewerkgesteld in door de overheid gefinancierde werken zoals het droogleggen van moerassen. Minister Gianni organiseerde de overheidsfinanciën en het belastingstelsel op basis van gelijkheid voor alle klassen belastingsbetalers.
De hervormingen raakten ook het strafrecht. Peter Leopold kende Cesare Beccaria's werk Over Misdaden en Straffen, dat om een humanisering van het strafrecht vroeg. Gebaseerd op het werk van Beccaria, werd in 1786 een wetboek van strafrecht voor Toscane uitgegeven dat bekend staat als "Leopoldina". Hij schafte de doodstraf en alle lijfstraffen en folteringen af. Aan de andere kant breidde hij het systeem van gevangenisstraffen uit, die zeer streng waren.

## Rooms-Duits keizer
Na het overlijden van zijn broer Jozef II in 1790, werd Leopold verkozen tot nieuwe Rooms-Duitse keizer. Die verkiezing liep niet zo vlot als gedacht. De tijdsgeest was overigens woelig en onstabiel, na de Franse Revolutie van 1789. Leopold werd te Frankfurt am Main gekroond op 9 oktober 1790. Zijn Rijksdevies was 'pietate et concordia' of door vroomheid en eendracht. Leopolds ideeën over 'souvereniteit van volkeren' trokken grote ogen, niet in het minst door de Hongaren in zijn rijk. Leopold werd gekroond in Presburg tot koning van Hongarije en in Praag tot koning van Bohemen. Hij werd eveneens de regerende aartshertog van Oostenrijk.
- Aan de oostgrenzen van zijn rijk moest zijn regering druk onderhandelen met Pruisen, Rusland en de Ottomanen om een nieuwe oorlog te vermijden.
- Zijn zus, de afgezette Franse koningin Marie Antoinette, deed meermaals beroep op hem om te hulp te komen in Parijs. Leopold onderschatte de revolutionaire krachten in Frankrijk aangezien hij een aanhanger was van de Verlichting. Franse inwijkelingen en royalisten in Oostenrijk reageerden agressief toen bleek dat Leopold niet militair ingreep. Volgens sommige bronnen kwam er geen Oostenrijks(-Pruisische) invasie in Frankrijk, omdat Leopold een Russisch manoeuvre vreesde in Polen en in het Ottomaanse Rijk. Toen zijn schoonbroer de Franse koning Lodewijk XVI trouw zwoer aan de Franse grondwet in oktober 1791, meende Leopold even dat de Franse Revolutie was afgesloten.
- Leopold kreeg het Britse Rijk aan zijn kant, door te dreigen de Oostenrijkse Nederlanden af te staan aan Frankrijk.
- Na de Brabantse Omwenteling en het uitroepen van de Verenigde Nederlandse Staten, zag Leopold II zich gedwongen de Conventie van Reichenbach met de Pruisen, die de opstandelingen steunden, te ondertekenen. Zodoende herstelde Leopold het gezag van de Habsburgers in de Zuidelijke Nederlanden en dat van de prins-bisschop in Luik. Op 27 augustus 1791 kwamen de Oostenrijkse keizer Leopold II en de Pruisische koning Frederik Willem II bijeen en tekenden de Verklaring van Pillnitz. Hierbij riepen ze de andere Europese grote mogendheden op om in te grijpen als de Franse koning Lodewijk XVI in gevaar zou komen. De Nationale Grondwetgevende Vergadering van Frankrijk zag de verklaring van Pillnitz als een verkapte oorlogsverklaring, en greep dit argument aan om op 20 april 1792 de oorlog te verklaren aan Oostenrijk en zijn bondgenoten, de Coalitieoorlogen.

## Overlijden
Zijn regering als keizer duurde kort, slechts twee jaar: van 1790 tot 1792. Over zijn dood in 1792 gingen talrijke geruchten van vergiftiging, met vage beschuldigingen aan het adres van jezuïeten, Franse agenten en vrijmetselaars. Hij werd begraven in de Toskanagruft binnen in de keizerlijke grafkelder Kapuzinergruft in Wenen. Leopold werd opgevolgd door zijn oudste zoon Frans II, die zich volledig afkeerde van de hervormingspolitiek van zijn vader (en van zijn oom Jozef II). Frans II zou de laatste keizer van het Heilige Roomse Rijk worden.

## Kinderen
Leopold en zijn echtgenote Marie Louise van Spanje (een dochter van koning Karel III van Spanje) kregen zestien kinderen:
- Maria Theresia (14 januari 1767 - 7 november 1827), gehuwd met Anton I van Saksen
- Frans (12 februari 1768 - 2 maart 1835), volgde zijn vader op als laatste Rooms-Duitse keizer
- Ferdinand (6 mei 1769 - 18 juni 1824), volgde zijn vader op als groothertog van Toscane en huwde Louise van Napels in 1790 en Marie van Saksen in 1821
- Maria Anna (21 april 1770 - 1 oktober 1809), trad toe tot een klooster en werd abdis
- Karel (5 september 1771 - 30 april 1847), volgde zijn oom op als hertog van Teschen
- Alexander (14 augustus 1772 - 12 juli 1795) gestorven door verbranding
- Albrecht (19 december 1773 - 22 juli 1774)
- Maximiliaan (23 december 1774 - 10 maart 1778)
- Jozef (9 maart 1776 - 13 januari 1847) trouwde drie maal; hij huwde met Alexandra Palovna van Rusland in 1799, met Hermine d'Anhalt-Bernburg-Schaumburg in 1815, en met Dorothea van Württemberg in 1819
- Clementine (24 april 1777 - 15 november 1801), gehuwd met koning Frans I der Beide Siciliën
- Anton (31 augustus 1779 - 2 april 1835)
- Maria Amalia (15 oktober 1780 - 25 december 1798)
- Johan (20 januari 1782 - 11 mei 1859), Duits Reichsverweser
- Reinier (30 september 1783 - 16 januari 1853), gehuwd in 1820 met Elisabeth van Savoye-Carignano (een zus van koning Karel Albert van Sardinië)
- Lodewijk (13 december 1784 - 21 december 1864)
- Rudolf (8 januari 1788 - 24 juli 1831), kardinaal en prins-aartsbisschop van Olomouc

## Kwartierstaat
| Karel V van Lotharingen (1643-1690) | Karel V van Lotharingen (1643-1690) | Karel V van Lotharingen (1643-1690) | Karel V van Lotharingen (1643-1690) | Karel V van Lotharingen (1643-1690)   | Karel V van Lotharingen (1643-1690)   | Eleonora van Oostenrijk (1653-1697)   | Eleonora van Oostenrijk (1653-1697)   | Eleonora van Oostenrijk (1653-1697)     | Eleonora van Oostenrijk (1653-1697)     | Eleonora van Oostenrijk (1653-1697)        | Eleonora van Oostenrijk (1653-1697)        |                                            |                                            | Filips van Orléans (1640-1701)             | Filips van Orléans (1640-1701)             | Filips van Orléans (1640-1701)              | Filips van Orléans (1640-1701)              | Filips van Orléans (1640-1701)              | Filips van Orléans (1640-1701)              | Elisabeth Charlotte van de Palts (1652-1722) | Elisabeth Charlotte van de Palts (1652-1722) | Elisabeth Charlotte van de Palts (1652-1722) | Elisabeth Charlotte van de Palts (1652-1722) | Elisabeth Charlotte van de Palts (1652-1722) | Elisabeth Charlotte van de Palts (1652-1722) |                                           |                                           | Leopold I van Oostenrijk (1640-1705)      | Leopold I van Oostenrijk (1640-1705)      | Leopold I van Oostenrijk (1640-1705) | Leopold I van Oostenrijk (1640-1705) | Leopold I van Oostenrijk (1640-1705) | Leopold I van Oostenrijk (1640-1705) | Eleonora van Palts-Neuburg (1655-1720) | Eleonora van Palts-Neuburg (1655-1720) | Eleonora van Palts-Neuburg (1655-1720) | Eleonora van Palts-Neuburg (1655-1720) | Eleonora van Palts-Neuburg (1655-1720)    | Eleonora van Palts-Neuburg (1655-1720)    |                                             |                                             | Lodewijk Rudolf van Brunswijk-Wolfenbüttel (1671-1735) | Lodewijk Rudolf van Brunswijk-Wolfenbüttel (1671-1735) | Lodewijk Rudolf van Brunswijk-Wolfenbüttel (1671-1735)     | Lodewijk Rudolf van Brunswijk-Wolfenbüttel (1671-1735)     | Lodewijk Rudolf van Brunswijk-Wolfenbüttel (1671-1735)     | Lodewijk Rudolf van Brunswijk-Wolfenbüttel (1671-1735)     | Christine Luise van Öttingen (1671-1747)                   | Christine Luise van Öttingen (1671-1747)                   | Christine Luise van Öttingen (1671-1747) | Christine Luise van Öttingen (1671-1747) | Christine Luise van Öttingen (1671-1747) | Christine Luise van Öttingen (1671-1747) |  |  |  |  |  |  |  |  |  |  |  |  |  |  |  |  |  |  |  |  |  |  |  |  |  |  |  |  |  |  |  |  |  |  |  |  |  |  |  |  |  |  |  |  |  |  |  |  |
| Karel V van Lotharingen (1643-1690) | Karel V van Lotharingen (1643-1690) | Karel V van Lotharingen (1643-1690) | Karel V van Lotharingen (1643-1690) | Karel V van Lotharingen (1643-1690)   | Karel V van Lotharingen (1643-1690)   | Eleonora van Oostenrijk (1653-1697)   | Eleonora van Oostenrijk (1653-1697)   | Eleonora van Oostenrijk (1653-1697)     | Eleonora van Oostenrijk (1653-1697)     | Eleonora van Oostenrijk (1653-1697)        | Eleonora van Oostenrijk (1653-1697)        |                                            |                                            | Filips van Orléans (1640-1701)             | Filips van Orléans (1640-1701)             | Filips van Orléans (1640-1701)              | Filips van Orléans (1640-1701)              | Filips van Orléans (1640-1701)              | Filips van Orléans (1640-1701)              | Elisabeth Charlotte van de Palts (1652-1722) | Elisabeth Charlotte van de Palts (1652-1722) | Elisabeth Charlotte van de Palts (1652-1722) | Elisabeth Charlotte van de Palts (1652-1722) | Elisabeth Charlotte van de Palts (1652-1722) | Elisabeth Charlotte van de Palts (1652-1722) |                                           |                                           | Leopold I van Oostenrijk (1640-1705)      | Leopold I van Oostenrijk (1640-1705)      | Leopold I van Oostenrijk (1640-1705) | Leopold I van Oostenrijk (1640-1705) | Leopold I van Oostenrijk (1640-1705) | Leopold I van Oostenrijk (1640-1705) | Eleonora van Palts-Neuburg (1655-1720) | Eleonora van Palts-Neuburg (1655-1720) | Eleonora van Palts-Neuburg (1655-1720) | Eleonora van Palts-Neuburg (1655-1720) | Eleonora van Palts-Neuburg (1655-1720)    | Eleonora van Palts-Neuburg (1655-1720)    |                                             |                                             | Lodewijk Rudolf van Brunswijk-Wolfenbüttel (1671-1735) | Lodewijk Rudolf van Brunswijk-Wolfenbüttel (1671-1735) | Lodewijk Rudolf van Brunswijk-Wolfenbüttel (1671-1735)     | Lodewijk Rudolf van Brunswijk-Wolfenbüttel (1671-1735)     | Lodewijk Rudolf van Brunswijk-Wolfenbüttel (1671-1735)     | Lodewijk Rudolf van Brunswijk-Wolfenbüttel (1671-1735)     | Christine Luise van Öttingen (1671-1747)                   | Christine Luise van Öttingen (1671-1747)                   | Christine Luise van Öttingen (1671-1747) | Christine Luise van Öttingen (1671-1747) | Christine Luise van Öttingen (1671-1747) | Christine Luise van Öttingen (1671-1747) |  |  |  |  |  |  |  |  |  |  |  |  |  |  |  |  |  |  |  |  |  |  |  |  |  |  |  |  |  |  |  |  |  |  |  |  |  |  |  |  |  |  |  |  |  |  |  |  |
|                                     |                                     |                                     |                                     |                                       |                                       |                                       |                                       |                                         |                                         |                                            |                                            |                                            |                                            |                                            |                                            |                                             |                                             |                                             |                                             |                                              |                                              |                                              |                                              |                                              |                                              |                                           |                                           |                                           |                                           |                                      |                                      |                                      |                                      |                                        |                                        |                                        |                                        |                                           |                                           |                                             |                                             |                                                        |                                                        |                                                            |                                                            |                                                            |                                                            |                                                            |                                                            |                                          |                                          |                                          |                                          |  |  |  |  |  |  |  |  |  |  |  |  |  |  |  |  |  |  |  |  |  |  |  |  |  |  |  |  |  |  |  |  |  |  |  |  |  |  |  |  |  |  |  |  |  |  |  |  |
|                                     |                                     |                                     |                                     | Leopold I van Lotharingen (1679-1729) | Leopold I van Lotharingen (1679-1729) | Leopold I van Lotharingen (1679-1729) | Leopold I van Lotharingen (1679-1729) | Leopold I van Lotharingen (1679-1729)   | Leopold I van Lotharingen (1679-1729)   |                                            |                                            |                                            |                                            |                                            |                                            | Elisabeth Charlotte van Orléans (1676-1744) | Elisabeth Charlotte van Orléans (1676-1744) | Elisabeth Charlotte van Orléans (1676-1744) | Elisabeth Charlotte van Orléans (1676-1744) | Elisabeth Charlotte van Orléans (1676-1744)  | Elisabeth Charlotte van Orléans (1676-1744)  |                                              |                                              |                                              |                                              |                                           |                                           |                                           |                                           |                                      |                                      | Karel VI van Oostenrijk (1685-1740)  | Karel VI van Oostenrijk (1685-1740)  | Karel VI van Oostenrijk (1685-1740)    | Karel VI van Oostenrijk (1685-1740)    | Karel VI van Oostenrijk (1685-1740)    | Karel VI van Oostenrijk (1685-1740)    |                                           |                                           |                                             |                                             |                                                        |                                                        | Elisabeth Christine van Brunswijk-Wolfenbüttel (1691-1750) | Elisabeth Christine van Brunswijk-Wolfenbüttel (1691-1750) | Elisabeth Christine van Brunswijk-Wolfenbüttel (1691-1750) | Elisabeth Christine van Brunswijk-Wolfenbüttel (1691-1750) | Elisabeth Christine van Brunswijk-Wolfenbüttel (1691-1750) | Elisabeth Christine van Brunswijk-Wolfenbüttel (1691-1750) |                                          |                                          |                                          |                                          |  |  |  |  |  |  |  |  |  |  |  |  |  |  |  |  |  |  |  |  |  |  |  |  |  |  |  |  |  |  |  |  |  |  |  |  |  |  |  |  |  |  |  |  |  |  |  |  |
|                                     |                                     |                                     |                                     | Leopold I van Lotharingen (1679-1729) | Leopold I van Lotharingen (1679-1729) | Leopold I van Lotharingen (1679-1729) | Leopold I van Lotharingen (1679-1729) | Leopold I van Lotharingen (1679-1729)   | Leopold I van Lotharingen (1679-1729)   |                                            |                                            |                                            |                                            |                                            |                                            | Elisabeth Charlotte van Orléans (1676-1744) | Elisabeth Charlotte van Orléans (1676-1744) | Elisabeth Charlotte van Orléans (1676-1744) | Elisabeth Charlotte van Orléans (1676-1744) | Elisabeth Charlotte van Orléans (1676-1744)  | Elisabeth Charlotte van Orléans (1676-1744)  |                                              |                                              |                                              |                                              |                                           |                                           |                                           |                                           |                                      |                                      | Karel VI van Oostenrijk (1685-1740)  | Karel VI van Oostenrijk (1685-1740)  | Karel VI van Oostenrijk (1685-1740)    | Karel VI van Oostenrijk (1685-1740)    | Karel VI van Oostenrijk (1685-1740)    | Karel VI van Oostenrijk (1685-1740)    |                                           |                                           |                                             |                                             |                                                        |                                                        | Elisabeth Christine van Brunswijk-Wolfenbüttel (1691-1750) | Elisabeth Christine van Brunswijk-Wolfenbüttel (1691-1750) | Elisabeth Christine van Brunswijk-Wolfenbüttel (1691-1750) | Elisabeth Christine van Brunswijk-Wolfenbüttel (1691-1750) | Elisabeth Christine van Brunswijk-Wolfenbüttel (1691-1750) | Elisabeth Christine van Brunswijk-Wolfenbüttel (1691-1750) |                                          |                                          |                                          |                                          |  |  |  |  |  |  |  |  |  |  |  |  |  |  |  |  |  |  |  |  |  |  |  |  |  |  |  |  |  |  |  |  |  |  |  |  |  |  |  |  |  |  |  |  |  |  |  |  |
|                                     |                                     |                                     |                                     |                                       |                                       |                                       |                                       |                                         |                                         | Frans I Stefan van Lotharingen (1708–1765) | Frans I Stefan van Lotharingen (1708–1765) | Frans I Stefan van Lotharingen (1708–1765) | Frans I Stefan van Lotharingen (1708–1765) | Frans I Stefan van Lotharingen (1708–1765) | Frans I Stefan van Lotharingen (1708–1765) |                                             |                                             |                                             |                                             |                                              |                                              |                                              |                                              |                                              |                                              |                                           |                                           |                                           |                                           |                                      |                                      |                                      |                                      |                                        |                                        |                                        |                                        | Maria Theresia van Oostenrijk (1717-1780) | Maria Theresia van Oostenrijk (1717-1780) | Maria Theresia van Oostenrijk (1717-1780)   | Maria Theresia van Oostenrijk (1717-1780)   | Maria Theresia van Oostenrijk (1717-1780)              | Maria Theresia van Oostenrijk (1717-1780)              |                                                            |                                                            |                                                            |                                                            |                                                            |                                                            |                                          |                                          |                                          |                                          |  |  |  |  |  |  |  |  |  |  |  |  |  |  |  |  |  |  |  |  |  |  |  |  |  |  |  |  |  |  |  |  |  |  |  |  |  |  |  |  |  |  |  |  |  |  |  |  |
|                                     |                                     |                                     |                                     |                                       |                                       |                                       |                                       |                                         |                                         | Frans I Stefan van Lotharingen (1708–1765) | Frans I Stefan van Lotharingen (1708–1765) | Frans I Stefan van Lotharingen (1708–1765) | Frans I Stefan van Lotharingen (1708–1765) | Frans I Stefan van Lotharingen (1708–1765) | Frans I Stefan van Lotharingen (1708–1765) |                                             |                                             |                                             |                                             |                                              |                                              |                                              |                                              |                                              |                                              |                                           |                                           |                                           |                                           |                                      |                                      |                                      |                                      |                                        |                                        |                                        |                                        | Maria Theresia van Oostenrijk (1717-1780) | Maria Theresia van Oostenrijk (1717-1780) | Maria Theresia van Oostenrijk (1717-1780)   | Maria Theresia van Oostenrijk (1717-1780)   | Maria Theresia van Oostenrijk (1717-1780)              | Maria Theresia van Oostenrijk (1717-1780)              |                                                            |                                                            |                                                            |                                                            |                                                            |                                                            |                                          |                                          |                                          |                                          |  |  |  |  |  |  |  |  |  |  |  |  |  |  |  |  |  |  |  |  |  |  |  |  |  |  |  |  |  |  |  |  |  |  |  |  |  |  |  |  |  |  |  |  |  |  |  |  |
|                                     |                                     |                                     |                                     |                                       |                                       |                                       |                                       |                                         |                                         |                                            |                                            |                                            |                                            |                                            |                                            |                                             |                                             |                                             |                                             |                                              |                                              |                                              |                                              |                                              |                                              |                                           |                                           |                                           |                                           |                                      |                                      |                                      |                                      |                                        |                                        |                                        |                                        |                                           |                                           |                                             |                                             |                                                        |                                                        |                                                            |                                                            |                                                            |                                                            |                                                            |                                                            |                                          |                                          |                                          |                                          |  |  |  |  |  |  |  |  |  |  |  |  |  |  |  |  |  |  |  |  |  |  |  |  |  |  |  |  |  |  |  |  |  |  |  |  |  |  |  |  |  |  |  |  |  |  |  |  |
|                                     |                                     |                                     |                                     |                                       |                                       |                                       |                                       |                                         |                                         |                                            |                                            |                                            |                                            |                                            |                                            |                                             |                                             |                                             |                                             |                                              |                                              |                                              |                                              |                                              |                                              |                                           |                                           |                                           |                                           |                                      |                                      |                                      |                                      |                                        |                                        |                                        |                                        |                                           |                                           |                                             |                                             |                                                        |                                                        |                                                            |                                                            |                                                            |                                                            |                                                            |                                                            |                                          |                                          |                                          |                                          |  |  |  |  |  |  |  |  |  |  |  |  |  |  |  |  |  |  |  |  |  |  |  |  |  |  |  |  |  |  |  |  |  |  |  |  |  |  |  |  |  |  |  |  |  |  |  |  |
| Keizer Jozef II (1741-1790)         | Keizer Jozef II (1741-1790)         | Keizer Jozef II (1741-1790)         | Keizer Jozef II (1741-1790)         | Keizer Jozef II (1741-1790)           | Keizer Jozef II (1741-1790)           |                                       |                                       | Maria Amalia van Oostenrijk (1746-1804) | Maria Amalia van Oostenrijk (1746-1804) | Maria Amalia van Oostenrijk (1746-1804)    | Maria Amalia van Oostenrijk (1746-1804)    | Maria Amalia van Oostenrijk (1746-1804)    | Maria Amalia van Oostenrijk (1746-1804)    |                                            |                                            | Keizer Leopold II (1747-1792)               | Keizer Leopold II (1747-1792)               | Keizer Leopold II (1747-1792)               | Keizer Leopold II (1747-1792)               | Keizer Leopold II (1747-1792)                | Keizer Leopold II (1747-1792)                |                                              |                                              | Maria Carolina van Oostenrijk (1752-1814)    | Maria Carolina van Oostenrijk (1752-1814)    | Maria Carolina van Oostenrijk (1752-1814) | Maria Carolina van Oostenrijk (1752-1814) | Maria Carolina van Oostenrijk (1752-1814) | Maria Carolina van Oostenrijk (1752-1814) |                                      |                                      | Ferdinand van Oostenrijk (1754-1806) | Ferdinand van Oostenrijk (1754-1806) | Ferdinand van Oostenrijk (1754-1806)   | Ferdinand van Oostenrijk (1754-1806)   | Ferdinand van Oostenrijk (1754-1806)   | Ferdinand van Oostenrijk (1754-1806)   |                                           |                                           | Marie Antoinette van Oostenrijk (1755-1793) | Marie Antoinette van Oostenrijk (1755-1793) | Marie Antoinette van Oostenrijk (1755-1793)            | Marie Antoinette van Oostenrijk (1755-1793)            | Marie Antoinette van Oostenrijk (1755-1793)                | Marie Antoinette van Oostenrijk (1755-1793)                |                                                            |                                                            | 8 zusters en 2 broers                                      | 8 zusters en 2 broers                                      | 8 zusters en 2 broers                    | 8 zusters en 2 broers                    | 8 zusters en 2 broers                    | 8 zusters en 2 broers                    |  |  |  |  |  |  |  |  |  |  |  |  |  |  |  |  |  |  |  |  |  |  |  |  |  |  |  |  |  |  |  |  |  |  |  |  |  |  |  |  |  |  |  |  |  |  |  |  |

vet = keizer · cursief = tegenkoning · 1 = medekoning (in een deelrijk) · 2 = afkomstig uit een andere dynastie
- Biblioteca Nacional de España: XX1432113
- Bibliothèque nationale de France: cb12309081z (data)
- Catàleg d'autoritats de noms i títols de Catalunya: 981060034331306706
- CiNii: DA15674970
- Gemeinsame Normdatei: 118571877
- International Standard Name Identifier: 0000 0001 1020 6107
- Library of Congress Control Number: n50080603
- Nationale Bibliotheek van Letland: 000216456
- MusicBrainz: 53b89194-0567-4e90-8b75-11014f98f924
- Nationale Bibliotheek van Tsjechië: mzk2003186984
- Nationale bibliotheek van Australië: 47753389
- Nationale Bibliotheek van Israël: 987007301496705171
- Nationale Bibliotheek van Polen: a0000002430308
- Nederlandse Thesaurus van Auteursnamen: 070662851
- Istituto Centrale per il Catalogo Unico: CFIV068680
- LIBRIS: 210485
- SNAC: w6jq1vth
- Système universitaire de documentation: 027734250
- Trove: 1489469
- Union List of Artist Names: 500329614
- Virtual International Authority File: 7457273
- WorldCat: E39PBJwxP7tYKkr4Y8YvtBP4v3